# 薩氏粗背鱂
薩氏粗背鱂，為輻鰭魚綱鯉齒目鰕鱂亞目鰕鱂科的其中一種，為熱帶淡水魚，被IUCN列為極危保育類動物，分布於非洲馬達加斯加北部淡水流域，體長可達9公分，棲息在多山的溪流底中層水域，生活習性不明。

## 擴展閱讀
維基物種上的相關：薩氏粗背鱂